# NGC 5175
NGC 5175 – gwiazda o jasności ok. 14m, znajdująca się w gwiazdozbiorze Panny. Zaobserwował ją William Herschel 15 marca 1784 roku i umieścił w swoim katalogu obiektów mgławicowych. Gwiazda ta widoczna jest na tle galaktyki NGC 5162 (NGC 5174); niektóre źródła, np. baza SIMBAD, jako NGC 5175 identyfikują właśnie tę galaktykę.